# Президентські вибори в Албанії (2022)
Президентські вибори в Албанії 2022 року — дев'яті президентські вибори в Албанії з 1991 року. Перший тур відбувся 16 травня і провалився, оскільки партії не дійшли згоди щодо кандидата. З цієї ж причини провалився і другий тур, що відбувся 23 травня. За потреби вибори можуть тривати до п'яти турів.